# Glagah (Jatinom)
Glagah is een bestuurslaag in het regentschap Klaten van de provincie Midden-Java, Indonesië. Glagah telt 4151 inwoners (volkstelling 2010).